# Cristián Álvarez
Cristián Álvarez, född 20 januari 1980 i Curicó, är en chilensk fotbollsspelare.
Álvarez började sin karriär i Universidad Católica år 1999 och spelade där fram till år 2005 (efter totalt 173 matcher med det chilenska topplaget). Därefter spelade han i den argentinska ligan för River Plate. 2007 skrev Álvarez under ett ettårskontrakt med den israeliska klubben Beitar Jerusalem.

## Landslaget
2000 debuterade Álvarez för Chile i en landskamp mot Ecuador. Han var med i de Olympiska sommarspelen 2000 i Sydney. Laget tog då bronsplatsen (med Kamerun och Spanien före sig).